# Bouleau flexible
Betula lenta
Espèce
Classification phylogénétique
Statut de conservation UICN

 LC  : Préoccupation mineure
Le bouleau flexible ou bouleau acajou ou bouleau merisier ou encore merisier rouge (Betula lenta) est un arbre décidu d'Amérique du Nord de la famille des Bétulacées.

## Utilisation
Son bois au grain serré est utilisé en ébénisterie. On extrait de l'écorce par distillation une huile aromatique riche en salicylate de méthyle, aux propriétés analgésiques et anti-inflammatoires, très semblable à celle du thé des bois (Gaultheria procumbens). On en fait un usage externe sous forme d'onguents, de liniments et de baumes pour soulager les douleurs musculaires et rhumatismales. On l'utilise aussi en confiserie et en parfumerie pour sa saveur et son arôme.